# Motilla del Palancar
Motilla del Palancar – gmina w Hiszpanii, w prowincji Cuenca, w Kastylii-La Mancha, o powierzchni 73,89 km². W 2011 roku gmina liczyła 6276 mieszkańców.